# Pigmentanalyse
Die Pigmentanalyse dient dem Nachweis der Pigmente, die ein Künstler für die Herstellung eines Kunstwerks verwendete.

## Untersuchungsverfahren
Für den Nachweis werden naturwissenschaftliche Untersuchungsverfahren angewendet. Dazu gehören u. a. die Emissionsspektralanalyse, die Neutronenaktivierungsanalyse, die Röntgenfeinstrukturanalyse, die Ramanspektroskopie, die Röntgenfluoreszenzanalyse, die verschiedenen Verfahren der Chromatographie, die mikrochemischen Untersuchungsmethoden und die Mikroskopie.

## Erkenntnisse
Die Kenntnis der von der Künstlerin oder dem Künstler verwendeten Pigmente erlaubt Rückschlüsse auf die Maltechnik und die Entstehungsgeschichte des Gemäldes. Während einige Pigmente wie Bleiweiß und die Erdfarben dem Künstler zu allen Zeiten zur Verfügung standen, werden andere wie Titanweiß erst ab ca. 1916 verwendet oder wie Bleizinngelb ab ca. 1750 nicht mehr verwendet. Durch den Nachweis eines Pigmentes, das es zu einem bestimmten Zeitraum noch nicht gab oder nicht mehr hergestellt/verwendet wurde, lässt sich die mögliche Entstehungszeit eines Kunstwerkes eingrenzen. So kann zum Beispiel ein Gemälde in dem Titanweiß nachgewiesen wurde nicht vor etwa 1916 entstanden sein. Die Pigmentanalyse ermöglicht also durch den Nachweis bestimmter Pigmente in einem Kunstwerk die Feststellung des Zeitpunkts, nach dem es entstanden sein muss (terminus post quem) oder vor dem es entstanden sein kann (terminus ante quem).

## Anwendung
Mit Hilfe der Pigmentanalyse können unter den oben genannten Voraussetzungen Spätkopien, Fälschungen, Übermalungen und Retuschen nachgewiesen werden. Die Interpretation von Pigmentanalysen verlangt eine genaue Kenntnis, wann welche Pigmente erstmals verwendet oder nicht mehr verwendet wurden.